# Иркутский
Ирку́тский — посёлок в Михайловском районе Алтайского края. Входит в состав Николаевского сельсовета.

## История
Основан в 1900 году. В 1928 году деревня Иркутская состояла из 76 хозяйств, основное население — русские. В административном отношении являлась центром Иркутского сельсовета Михайловского района Славгородского округа Сибирского края.

## Население
| 1997 | 1998 | 1999 | 2000 | 2001 | 2002 | 2003 |
| ---- | ---- | ---- | ---- | ---- | ---- | ---- |
| 61   | ↘54  | ↘48  | ↘47  | ↘46  | ↘44  | ↘42  |
| 2004 | 2005 | 2006 | 2007 | 2008 | 2009 | 2010 |
| ↗52  | ↘44  | ↘43  | ↘40  | ↘38  | ↘34  | ↘25  |
| 2011 | 2012 | 2013 |      |      |      |      |
| →25  | →25  | ↘22  |      |      |      |      |

## Улицы
В посёлке имеется одна улица — Шоссейная.